# Odödlighetsmotiv
Odödlighetsmotiv finns hos många diktare som ett sätt att göra sig odödlig genom diktandet. Till exempel finner man motivet i Pindaros sjätte pythiska odé och i Pierre de Ronsard sonetter till Héléne.